# Zimnița, Dobrici
Zimnița (în bulgară Зимница, în română Stâna Cadânei) este un sat în comuna Krușari, regiunea Dobrici, Dobrogea de Sud, Bulgaria. 
Între anii 1913-1940 a făcut parte din plasa Ezibei a județului Caliacra, România.

## Demografie
Componența etnică a satului Zimnița
     Bulgari (87,5%)
     Nicio identificare (12,5%)
     Altele (0%)
La recensământul din 2011, populația satului Zimnița era de 8 locuitori. Din punct de vedere etnic, majoritatea locuitorilor (87,5%) erau bulgari. Pentru 12,5% din locuitori nu este cunoscută apartenența etnică.